# مقبرة أم النار
مقبرة أم النار هي مقربة أثرية تقع في مدينة رأس الخيمة، أُنشأت ما قبل التاريخ (قبل الميلاد)، وتُعد اليوم إحدى أكبر المآثر التاريخية في دولة الإمارات العربية المتحدة وكذلك في سلطنة عمان حيث يبلغ طول قطرها 15 مترا.
تقع مقبرة أم النار على حافة حدائق النخيل الوارفة في منطقة شمل، وهي الأخرى _أي الحديقة_ تعود لفترة غابرة من الزمن؛ وربما بُنيت وشُيدت في نفس فترة بناء مقبرة أم النار. يُشار إلى أن هذه الأخيرة أَخدت اسمها من اسم إحدى جزر أبوظبي والتي اكتشفت فيها أول مقبرة من هذا النوع من قبل علماء الآثار الدنماركيين في الخمسينيات.

## التاريخ
كانت فترة النصف الثاني من الألفية الثالثة قبل الميلاد فترة مزدهرة في تاريخ هذه المنطقة، حيث كان النحاس المستخرج من جبال هاجر مصدراً طبيعياً مهماً ولازماً للمناطق الأخرى، بدرجة الأهمية ذاتها التي يحتلها النفط اليوم، وكان يتم شحنه بكميات كبيرة إلى مدن ما وراء النهر (العراق اليوم) ووادي السند (باكستان اليوم) واللتان كانتا من الإمبراطوريات الغنية بالإنجازات الثقافية ولكن تفتقدان المواد الخام كالنحاس الذي كان يُعد عنصراً حيوياً لإنتاج الأسلحة.

## مراحل البناء
بُذل في إنشاء المقبرة الدائرية جهداً بدنياً كبيراً، وكلفت الكثير من النفقات بهدف بناء مقبرة جماعية للأسرة أو القبيلة؛ حيث استمر فيها دفن الموتى لأكثر من 100 عام في ثلاث أقبية أسرية تم تقسيمها باستخدام جدران داخلية إلى العديد من حجرات الدفن.
كما استخدمت البلاطات المُثبتة كأساس لبناء الجدار الخارجي الدائري للمقبرة والذي يتكون من وجهين، طبقة من الحجارة المدشوشة من الداخل وحجارة بناء مربعة الشكل من الخارج. كما تم تقطيع حجارة البناء من الجير الأبيض واختيار شكلها بدقة على نحو يتطابق مع انحناء القبر الدائري. وقد ارتفع بناء الجدار المكون من هذه الحجارة مما أعطى المقبرة شكل برج كبير أبيض اللون، كما أُغلقت كافة المداخل بحجارة ذات شكل خاص ولها مقابض منحنية الشكل لتسهيل فتح وإغلاق القبر كلما دعت الحاجة لدفن جثمان جديد. وقد تم بناء الجدران الداخلية للحجرات المختلفة من حجارة صلبة بدون أي أساسات وتوجيهها بشكل مستقيم إلى الأعلى مع بعض البروزات التي تسهم في تصغير الفجوة. وتم إغلاق السطح المستوي بالبلاط وتزويده بمزاريب حجرية لتجميع وتصريف مياه الأمطار.

## الاستعمال
كشفت الحفريات الأثرية عن ترتيبات معقدة للديكورات الداخلية بالإضافة إلى طقوس الدفن، حيث أن كل ثلاثة قبور لهم مدخل واحد، وتتألف من ست حجرات وأربع حجرات وحجرتين. وعند امتلاء الأماكن المعدة للدفن كان يتم حرق الجثمان خارج القبر ثم إعادة دفنه في وقت لاحق في الجزء العلوي من القبر[بحاجة لمصدر]، وتعمل البلاطات الحجرية كأرفف يتم فيها حفظ رفات الجثث المحترقة من أجل ترك فراغ لدفن جديد على مستوى سطح الأرض، وبفضل طقوس الدفن المعقدة هذه تم استخدام القبر لأكثر من 100 عام وهو ما يُفسر العدد الكبير من حالات الدفن التي وصلت إلى أزيد من 430 حالة دفن سنوياً.
كانت الطريقة الأساسية في دفن الموتى هي وضع الجثمان منثنياً مع أمتعة المتوفى الشخصية مثل الفخار والمجوهرات والأسلحة والأواني الحجرية وكانت معظم هذه الأدوات محلية الصنع، وقد أبانت البضائع المستوردة من مناطق بعيدة مثل بلاد ما وراء النهرين وإيران والبحرين ووادي السند عن حجم التجارة البحرية الكبير في الألفية الثالثة قبل الميلاد. وتم العثور على «حالة فريدة» وهي دفن امرأة مع كلبها الأليف.